# Oh Sangwon
Oh Sang-weon (hangeul : 오상원), né le 5 novembre 1930 à Seoncheon, dans la province de Pyonganbuk-do, en Corée et mort le 3 décembre 1985, est un auteur et journaliste sud-coréen. 

## Biographie
Oh Sang-weon est né le 5 novembre 1930 à Seoncheon, dans la province de Pyongan du Nord, en Corée (actuellement en Corée du Nord). Diplômé de l'université nationale de Séoul où il obtient une licence de français. Il a travaillé comme éditorialiste pour le journal Dong-a Ilbo. 
Il est décédé en 1985.
En 1953, sa pièce Fragments corrosifs (Nokseuneun papyeon) a remporté le concours de l'Association pour le Nouveau Théâtre (Sin-geuk hyeobuihoe). Il a fait ses débuts en tant qu'écrivain en 1955 quand sa nouvelle intitulée Un répit (Yuye) fut publiée dans le journal Hankuk Ilbo.

## Œuvre
L'Institut coréen de la traduction littéraire (LTI of Korea) présente l'œuvre de Oh Sang-weon de la manière suivante : 
Il a été sensibilisé au behaviorisme et à l'existentialisme de l'école littéraire française pendant ses années universitaires. Cette découverte a fortement influencé son travail. Ses œuvres témoignent du chaos politique après la Libération de la Corée (1945) et à la suite de la tragédie de la Guerre de Corée (1950-53). Son récit intitulé Une trahison (Moban) lui a valu le Prix Dong-in en 1958. Ce récit dépeint l'histoire d'un terroriste qui doit choisir entre sa conscience et son devoir envers son organisation politique. Un répit (Yuye) présente une étude psychologique d'un soldat fait prisonnier en attente d'être exécuté alors qu'il tentait de sauver la vie d'un autre homme. Ce soldat peut être considéré comme un prototype de l'homme idéal selon les behavioristes, une sorte de surhomme qui même confronté à la mort réalise des actes humanistes. Ses récits Période (Piri-eodeu), Réalité (Hyeonsil), et Outrage (Momyeol) explorent davantage le sujet de la guerre de Corée (1950-1953).
Dans les années 1970, il se concentre de moins en moins sur l'écriture pour se focaliser sur sa carrière de journaliste, travaillant essentiellement pour le journal Dong-a Ilbo. Il publie tout de même des satires sur les événements contemporains de la société. Il compose des fables politiques et sociales tels que Le vieux renard (Neulgeun yeo-u), La molaire du roi (Imgeumnimui eogeumni), et Les yeux du lapin (Tokki-ui nun) qui sont toutes recueillies dans l'anthologie Les Fables de Oh Sangwon (Oh Sangwon uhwa). Durant les années 1980, il publie quelques nouvelles semi-autobiographiques telles que La Montagne (San) et Le chevauchement du passé (Gyeopchin gwageo). Il décède le 3 décembre 1985.